# Lezíria do Tejo (sub-região)
A Lezíria do Tejo é uma sub-região portuguesa situada no centro-oeste do país, pertencendo à região do Oeste e Vale do Tejo. Tem uma extensão total de 4 275 km², 235 861 habitantes em 2021 e uma densidade populacional de 55 habitantes por km².
É composta por onze municípios e 68 freguesias, sendo a cidade de Santarém a cidade administrativa e o principal núcleo urbano da sub-região. Com 30 017 habitantes na sua área urbana e 58 601 habitantes em todo o município, é a maior cidade e o maior município da Lezíria do Tejo.
A sub-região é limitada a nordeste pelo Médio Tejo, a leste com o Alto Alentejo, a sudeste com o Alentejo Central, a sul e sudoeste com a Área Metropolitana de Lisboa, a oeste com a Região do Oeste e a noroeste com a Região de Leiria.

## Divisões
A Lezíria do Tejo é uma sub-região que compreende onze municípios, que se dividem em 91 freguesias. A sub-região contém cinco cidades.

### Municípios
Compreende os seguintes onze municípios:
- Almeirim
- Alpiarça
- Azambuja
- Benavente
- Cartaxo
- Chamusca
- Coruche
- Golegã
- Rio Maior
- Salvaterra de Magos
- Santarém

Coruche, com mais de mil quilómetros quadrados, é o mais extenso, e a Golegã, com menos de cem quilómetros quadrados, é o mais pequeno, tendo assim todos os municípios uma média de 388 km². Em termos populacionais, Santarém, com perto de 60 mil habitantes, é o município mais populoso da Lezíria do Tejo, enquanto Alpiarça, com pouco menos de 7 mil habitantes, é o menos populoso da sub-região. A média populacional dos onze municípios é de 21 mil habitantes por quilómetro quadrado. 

### Cidades
A sub-região compreende as seguintes cinco cidades: Almeirim, Cartaxo, Rio Maior, Samora Correia e Santarém, das quais Santarém é a maior cidade em termos populacionais, com mais de 30 mil habitantes, enquanto o Cartaxo, com pouco mais de 12 mil habitantes, é a cidade menos populosa. A média populacional por cidade situa-se nos 17 mil habitantes. Já na densidade populacional, a cidade de Santarém é a mais densamente populosa, com mais de 500 habitantes por quilómetro quadrado, enquanto Samora Correia, com pouco mais de 50 habitantes por quilómetro quadrado, é a menos densa da sub-região.

### Freguesias
A sub-região compreende 68 freguesias, dos quais a freguesia da Cidade de Santarém, que é a mais populosa, com mais de 30 mil habitantes. A freguesia de Pombalinho, no município da Golegã, á a freguesia menos populosa, com apenas 395 habitantes.

## Demografia
A Lezíria do Tejo tem no total 235 861 habitantes (censos de 2021), tendo uma densidade populacional de 55 habitantes por quilómetro quadrado. A população concentra-se, na sua maior parte, ao longo do Rio Tejo, entre Santarém e Benavente, passando pelos municípios de Almeirim, Cartaxo, Azambuja e Salvaterra de Magos.

### População
Desde 2011, a população da Lezíria do Tejo regista um crescimento populacional anual negativo, variando entre os –0,08% até os –1,06%, tendo passado de 247 780 habitantes em 2010 para 235 861 habitantes em 2021. Assim, a população diminuiu desde 2010 em cerca de 4,8%, perdendo perto de 12 mil habitantes em pouco mais de dez anos.
| Ano        | 2021    | 2020    | 2019    | 2018    | 2017    | 2016    | 2015    | 2014    | 2013    | 2012    | 2011    | 2010    | 2009    | 2008    |
| ---------- | ------- | ------- | ------- | ------- | ------- | ------- | ------- | ------- | ------- | ------- | ------- | ------- | ------- | ------- |
| Habitantes | 235 861 | 236 804 | 237 868 | 237 318 | 238 715 | 239 977 | 241 408 | 243 620 | 246 219 | 246 952 | 247 587 | 247 780 | 247 624 | 247 216 |
| Variação   | –0,4%   | –0,45%  | +0,23%  | –0,59%  | –0,53%  | –0,59%  | –0,91%  | –1,06%  | –0,3%   | –0,26%  | –0,08%  | +0,06%  | +0,17%  |         |

Os maiores crescimentos populacionais foram registados nos anos de 2009 e 2019, quando a população cresceu perto de 0,20% em cada ano, já os anos de 2014 e 2015 foram os anos de maior perda populacional, quando a população baixou em perto de 1% em cada ano.

### Grupos etários
Os habitantes da Lezíria do Tejo entre os 25 e os 64 anos representam o maior grupo etário da sub-região, com 120 349 habitantes e 51% da população total. Seguem-se o grupo etário acima dos 65 anos, com 60 755 habitantes e 26% da população total; o grupo etário entre os 0 e os 14 anos, com 30 445 habitantes e 13% da população total; e o grupo etário entre os 15 e os 24 anos, com 24 312 habitantes e 10% da população total.

## Educação
Na Lezíria do Tejo existem 124 estabelecimentos pré-escolares com 376 professores, 105 estabelecimentos de 1.° ciclo com 683 professores, 24 estabelecimentos de 2.° ciclo com 522 professores, 34 estabelecimentos de 3.° ciclo e 13 estabelecimentos para a educação secundária com 1 691 professores. No nível de escolaridade, 49 241 habitantes dispõe do 1.° ciclo, cerca de 24% da população total acima dos 15 anos, já as pessoas sem nível de escolaridade são 14 893, cerca de 7% da população acima dos 15 anos.
Em Santarém situa-se o Instituto Politécnico de Santarém, com escolas nas áreas da gestão, administração, saúde, agricultura e educação. Em Rio Maior situa-se a Escola Superior de Desporto de Rio Maior.

## Saúde
O Hospital de Santarém, localizado na capital da Lezíria do Tejo, é o principal hospital da sub-região. A construção começou em 1978 e iniciou a sua atividade no ano de 1985, tendo agora mais de 500 camas.

## Economia
Desde 2009, o produto interno bruto (PIB) da sub-região cresceu mais de 15%, passando de pouco menos de 15 mil milhões de euros para mais de 17 mil milhões de euros. Nos anos de 2011 e 2012, o PIB desceu em cerca de 8% devido às consequências da crise financeira de 2007–2008. No entanto, o PIB recuperou rapidamente entre os anos de 2015 e 2017, tendo a cada ano havido um crescimento médio de 5%.
| Ano      | 2020   | 2019   | 2018   | 2017   | 2016   | 2015   | 2014   | 2013   | 2012   | 2011   | 2010   | 2009   |
| -------- | ------ | ------ | ------ | ------ | ------ | ------ | ------ | ------ | ------ | ------ | ------ | ------ |
| PIB      | 17 107 | 17 664 | 16 898 | 16 440 | 15 627 | 14 923 | 14 233 | 13 919 | 13 735 | 14 368 | 14 923 | 14 861 |
| Variação | –3,15% | +4,53% | +2,79% | +5,2%  | +4,72% | +4,85% | +2,26% | +1,34% | –4,41% | –3,72% | +0,42% |        |

Em 2020, viviam na sub-região 105 466 habitantes empregados, dos quais 19,8% trabalham no comércio, 15,4% na agricultura, 11,1% nas actividades administrativas, 8,3% nas actividades de consultoria e 7,1% na saúde e apoios sociais.

## Infraestruturas
A Lezíria do Tejo dispõe de uma grande variedade de transportes rodoviários e ferroviários, desde uma rede extensa de autoestradas até às ligações ferroviárias dentro da sub-região, ligando cidades ribatejanas com o resto do país.

Ponte da Lezíria da autoestrada A10, entre o Carregado e Samora Correia, atravessando o Rio Tejo

.

### Autoestradas
Com perto de 150 quilómetros de autoestradas, a sub-região está ligada a várias autoestradas, como a A1, que liga as cidades de Santarém e do Cartaxo em direção a sul, a Lisboa, e em direção a norte, a Coimbra e ao Porto. A autoestrada A15 liga Santarém às Caldas da Rainha, situada no Oeste, passando por Rio Maior, ligando assim a sub-região com o litoral. 
Já a autoestrada A13 liga Santarém a Almeirim, seguindo em direção a sul, a Salvaterra de Magos e Benavente, até chegar ao nó com a A2, que segue em direção ao Algarve, e com a A6, que segue em direção a Évora, e em direção a Espanha. A autoestrada A10 liga o norte da Área Metropolitana de Lisboa com Samora Correia, onde se encontra o nó com a A13, atravessando o Rio Tejo através da Ponte da Lezíria.

### Transportes públicos
A Autoridade de Transportes da Lezíria do Tejo é a entidade pública com atribuição e competência em matéria de definição dos objetivos estratégicos para a mobilidade, planeamento, organização, exploração, atribuição, investimento, financiamento e fiscalização do serviço público de transporte de passageiros e contratualização e determinação de obrigações de serviço público e de tarifários. As duas operadoras, a Rodoviária do Tejo e a Ribatejana Verde, servem toda a sub-região, ligando as cidades e vilas da Lezíria com cidades e vilas próximas.